# ナサニエル・ゴーラム
ナサニエル・ゴーラム（英語: Nathaniel Gorham、1738年5月27日 - 1796年6月11日）は、アメリカ合衆国マサチューセッツ州出身の商人、政治家である。マサチューセッツから連合規約下の連合会議代表に選ばれ、その第8代議長になった。任期は1786年6月6日から同年11月5日までであり、前任者はジョン・ハンコック、後任者はアーサー・セントクレアであった。1787年にはアメリカ合衆国憲法に署名した。

## 生涯
1738年5月27日にマサチューセッツのチャールズタウンで生まれた。住んでいた所がアメリカ独立の機運が最初にまた強く高じて来た所であっただけに、それと共に公的な事項に携わるようになり、1771年から1775年までマサチューセッツ議会の議員を、1774年から1775年まで植民地議会の議員、また1778年から1781年まで戦争委員会の委員を務めた。1779年にはマサチューセッツ憲法制定会議にも参加した。連合会議には1782年から1783年までと、1785年から1787年までマサチューセッツ代表となった。ゴーラムはまた、ミドルセックス郡民訴裁判所の判事も1期務めた。
1786年6月、連合会議議長で同じマサチューセッツ出身であったジョン・ハンコックの辞任に伴い、ゴーラムが議長に選任された。1ヶ月前の5月にサウスカロライナのチャールズ・ピンクニーが連合規約の改訂を提案したところであり、連合会議は岐路に差し掛かっていた。
1787年の数ヶ月、ゴーラムはアメリカ合衆国憲法制定会議のマサチューセッツ代表となった。ゴーラムはしばしば制定会議の全体委員会議長を引き受けたが、これは制定会議の議長であったジョージ・ワシントンよりも活発に憲法の草稿を起草する期間を差配したことになった。この制定会議の後、自分の州での憲法批准のために懸命に働いた。
オリバー・フェルペスとの付き合いで、ゴーラムは1788年にマサチューセッツからニューヨーク西部ジェネシー川に跨る広大な土地の優先権を買い取った。買い取り価格は100万ドルだった。この土地は1786年のハートフォード条約によってニューヨークからマサチューセッツに譲渡されたものであった。優先権は先住民族からその土地を最初にすなわち優先的に無傷で獲得できるというものであった。マサチューセッツは直ぐにジェネシー川の東の土地に対するインディアンの権利を消滅させ、同様に西側の土地185,000エーカー (749 km2) についても同じ処置を取り、全てを測量して街区を整理し、大部分を土地の投機家や開拓者に売り払った。1790年、支払が履行できなかった後で、2人はまだ売っていなかったジェネシー川の東の土地ほとんど全てをロバート・モリスに売却し、モリスはその土地をパルトニー協会に転売した。フェルペスとゴーラムはマサチューセッツとの契約を完全に履行できなかったので、1790年にインディアンの権利下に残っていた土地の一部、すなわちジェネシー川の西の土地をマサチューセッツに返還した。そこも最終的にはロバート・モリスが獲得し、ホーランド土地会社に転売した。モリスは自分に50万エーカー (2,000 km2) は残し、この土地はモリス保留地と知られることになった。
1796年にチャールズタウンで死去した。